# Thurisind gepida király
Thurisind, más írásmóddal Thorisind (5. század) a gepidák királya (546–560 körülig).
Elemund király halála után fiát, Ostrogotha trónörököst Thurisind elűzte, s erőszakkal ragadta meg a hatalmat. Már 547-ben szembekerült az I. Iustinianusszal szövetkezett új longobárd királlyal, Audoinnal. A gepida seregben ez alkalommal tűnt fel először longobárd és szláv katonai kísérettel a Lething nembeli trónkövetelő, Hildigis. Miután a bizánciak szétverték a gepidák herul szövetségeseit, fenyegető katonai felvonulásuktól megrettenve mind Thurisind, mind Audoin elállt az összecsapástól. Az első longobárd–gepida háborúra 551 júniusában került sor, amikor is a szerémségi „Asfeld”-en (az Asok mezején = csatatéren) vívott csatában a longobárdok győztek, a gepida trónörökös, Thurismund is elesett. Az 551. évi békében Thurisind lemondott a Duna déli oldalán fekvő római területekről és Bassianáról, kárpótlásul 552-től visszakapta az 539-ben elvesztett subsidiumot. A békeszerződés titkos záradéka értelmében megölette a Gepidia vendégszeretetét élvező Hildigist.